# Jan Charvát (politolog)
Jan Charvát (* 1974, Praha) je český politolog zabývající se politickým extremismem a vysokoškolský pedagog, vyučující na Institutu politologických studií FSV UK.

## Biografie
Je odborným asistentem na Katedře politologie Institutu politologických studií Fakulty sociálních věd UK. V minulosti působil i na katedře Politologie a filozofie na Univerzitě Jana Evangelisty Purkyně v Ústí nad Labem.
Vystudoval politologii na Fakultě sociálních věd UK a politickou sociologii na Högskolan Dalarna ve Švédsku. Doktorát získal na Fakultě sociálních věd za práci zabývající se podobami politického extremismu v České republice po roce 1989. Specializuje se na problematiku politického extremismu a souvisejících témat (radikalizace, krajní pravice, krajní levice, rasismus a subkultury).

## Publikační činnost
Je autorem knihy Současný politický extremismus a radikalismus (2007) a spoluautorem a editorem knih Mikrofon je naše bomba: Politika a hudební subkultury mládeže (2018) a Out of Step. Politics and Subcultures in the Post-Socialist Space (2021). Taktéž je autorem nebo spoluautorem dalších monografií, článků a příspěvků v konferenčních sbornících. Publikuje do odborných i populárních časopisů.
Ohledně problematiky extremismu dlouhodobě spolupracuje s neziskovým sektorem (Člověk v tísni, Hate Free Culture, In IUSTITIA).